# David Gray (piosenkarz)
David Gray (ur. 13 czerwca 1968 w Sale) – brytyjski muzyk i autor tekstów.

## Życiorys
Urodził się 13 czerwca 1968 roku w Sale, w Anglii. Dorastał w Altrincham. W wieku 9 lat przeprowadził się wraz z całą rodziną do Walii. Wychowywał się w małym nadbrzeżnym miasteczku Solva w Pembrokeshire, gdzie ukończył Carmarthenshire College of Art. Następnie przeniósł się do Liverpoolu, aby rozpocząć studia na tamtejszym uniwersytecie. W czasach studenckich zaczął grywać w różnych grupach punkowych i rockowych. Próbował również swoich sił w pisaniu poezji. Po studiach przeniósł się z Liverpoolu do Londynu. W stolicy chciał poznać bliżej świat muzyki.

### Początki kariery
Pierwsze albumy Graya, A Century Ends i Flesh, wydane odpowiednio w 1993 i 1994 roku, zyskały uznanie entuzjastów folkowo-rockowych brzmień, nie przyniosły jednak sukcesu kasowego.
W 1996 roku Gray wydał swój trzeci album, Sell, Sell, Sell. Podczas produkcji dwóch pierwszych albumów postanowił skupić się na tworzeniu wyłącznie kompozycji folkowo-akustycznych. Jednak podczas tworzenia Sell, Sell, Sell zmierzył się z zupełnie nowym doświadczeniem, eksperymentując na pograniczu alternatywnego rocka i elektronicznych dźwięków. Mimo uznania krytyków, album nie wszedł na listy przebojów, jednak utwór "Late Night Radio" był jednym z najczęściej granych utworów w alternatywnych stacjach radiowych w Wielkiej Brytanii.

### Przełom
Reedycja w 2000 roku albumu White Ladder (oryginalnie wydany w 1998 roku przez należącą do Graya wytwórnię IHT Records) nakładem wytwórni ATO Records przyniosła Grayowi uznanie wśród krytyków i pierwszy sukces komercyjny. Płyta zawierała takie przeboje, jak "This Year’s love", "Babylon", "Sail Away" oraz "Please Forgive me" i sprzedała się w nakładzie 100.000 egzemplarzy w samej tylko Irlandii, gdzie stała się najlepiej sprzedającym się albumem w historii. W sierpniu 2000 singiel "Babylon" dotarł do 5. miejsca brytyjskich list przebojów. Specjalnie dla potrzeb stacji radiowych wydano zremiksowaną wersję, z której wycięto trzeci wers pierwszej zwrotki: „Turning over TV stations”. W Stanach Zjednoczonych album został wsparty przez lidera super grupy Dave Matthews Band, który uczynił z tego albumu pierwszy krążek wydany przez współzałożoną przez siebie wytwórnię ATO Records.
W roku 2001 zostały wydane dwa albumy, będące kompilacjami wcześniejszych utworów Graya, które do tej pory nie ujrzały światła dziennego: The EPs 1992–1994 i Lost Songs 95–98. Obydwa osiągnęły wysokie miejsca na brytyjskiej Top Twenty.
W listopadzie 2002 roku Gray wydał swój szósty album A New Day at Midnight. Nowe wydawnictwo nie zyskało takiego uznania wśród krytyków, jak jego poprzednik. Nie udało mu się też pokonać wydanego w tym samym roku albumu zwycięzcy brytyjskiej wersji programu telewizyjnego Idol, Willa Younga, ale i tak A New Day at Midnight osiągnął status platynowej płyty i stał się drugim najlepiej sprzedającym się albumem w Wielkiej Brytanii w 2002 roku. Na płycie znalazły się takie przeboje, jak "The Other Side", "Be Mine" czy "Dead in the Water".
Po trzyletniej przerwie, spowodowanej wyczerpaniem artysty długimi godzinami spędzonymi w studio i dużą ilością tras koncertowych, Gray powrócił w 2005 roku ze swym siódmym albumem, zatytułowanym Life in Slow Motion. Płyta już w pierwszym tygodniu osiągnęła szczyt brytyjskiej listy przebojów. O ile A New Day At Midnight spotykał się niekiedy z krytyką, to Life in Slow Motion otrzymał wiele entuzjastycznych recenzji, a singiel "The One I Love" znalazł się w pierwszej dziesiątce brytyjskich list przebojów i od października 2005 roku utrzymywał się tam przez kolejne trzy miesiące. Relatywnie, dwa kolejne single z tego albumu "Hospital Food" i "Alibi", osiągnęły podobny sukces. Po tym wydawnictwie Gray zrobił sobie chwilową przerwę od komponowania. W marcu 2007 wydał jeszcze kompilację Shine: The Best of the Early Years.
Fani artysty musieli czekać na nowe kompozycje do 14 września 2009 roku, kiedy to swoją europejską premierę miał ósmy studyjny album, zatytułowany Draw The Line. W Stanach Zjednoczonych płyta ukazała się 22 września. Pierwszy singiel z tego albumu to "Fugitive", który został wydany 7 września 2009. Draw The Line jest pierwszym albumem po przeniesieniu się Davida pod skrzydła wytwórni Polydor. Album zawiera 11 utworów nagranych z zespołem w nowym składzie: Neill MacColl – gitara, Robbie Malone – gitara basowa i Keith Pryor – perkusja. Wersja deluxe albumu posiada dwudziestostronicową książeczkę z ilustracjami i drugą płytę CD z zapisem koncertu z The Roundhouse. Drugi singiel z tego albumu to "Full Steam", zaśpiewany w duecie z Annie Lennox.

## Życie prywatne
Żona Graya ma na imię Olivia. Ślub wzięli w 1993 roku w Los Angeles i mają dwie córki.

## Wybrane projekty muzyczne dla telewizji i kina
- "From Here You Can Almost See the Sea" został wykorzystany w remake’u horroru z 1986 pt. Autostopowicz.
- "Disappearing World" z albumu Life in Slow Motion został motywem przewodnim serialu Tajemnice Smallville.
- "The One I Love" zamieszczony został na ścieżce dźwiękowej trzeciego sezonu serialu Wołanie o pomoc.
- "Alibi" został wykorzystany w pilocie serialu Conviction.
- "Please Forgive Me" z White Ladder został wykorzystany w serialu Hoży doktorzy.
- "Sail Away" znalazł się na ścieżce dźwiękowej filmu 15 minut.
- "Freedom" z A New Day at Midnight został zamieszczony w czwartym sezonie serialu Agentka o stu twarzach.
- "This Year’s Love" z White Ladder znalazł się na ścieżce dźwiękowej serialu Jezioro marzeń (nie został zamieszczony na oficjalnym wydaniu DVD). Pojawia się również w filmach Wimbledon i Dziewczyna z sąsiedztwa, a także w Piękna i szalona.
- "January Rain" z The Lost Songs można usłyszeć w filmie Serendipity.
- "The Other Side" grany jest w finałowej scenie 1. odcinka pierwszego sezonu serialu Ten sam dzień, jak również na końcu serialu Tajemnice Smallville (sezon 2., odcinek 18.).
- "Babylon" z White Ladder pojawia się w 27. odcinku sezonu 2. serialu Orły z Bostonu.
- "As I'm Leaving" z Lost Songs pojawił się w filmie Ladder 49.
- "Flame Turns Blue" z Lost Songs pojawił się w filmie Disco Pigs.
- "My Oh My" można usłyszeć w finale serialu Roswell: W kręgu tajemnic.
- David Gray zagrał epizod w roli muzyka grającego w pubie w filmie This Year’s Love z 1999 roku.
- "The One I Love" pojawił się jako motyw przewodni zwiastuna filmu Na pewno, być może z 2008 roku.

## Zespół
Obecnie zespół Davida Graya tworzą:
- David Gray – wokal, fortepian, gitara
- Rob Malone – gitara basowa, wokal
- Neill MacColl – gitara, wokal
- Keith Pryor – instrumenty perkusyjne, perkusja
- James Hallawell – instrumenty klawiszowe
- Caroline Dale – wiolonczela

Byli muzycy, którzy przez wiele lat współpracowali z Grayem: 
- Craig "Clune" McClune – instrumenty perkusyjne, perkusja, wokal
- Tim Bradshaw – instrumenty klawiszowe, wokal
- David Nolte – gitara, wokal

## Dyskografia

### Albumy studyjne
- A Century Ends (kwiecień 1993)
- Flesh (wrzesień 1994)
- Sell, Sell, Sell (sierpień 1996)
- White Ladder (listopad 1998)
- Lost Songs 95–98 (luty 2001)
- A New Day at Midnight (październik 2002)
- Life in Slow Motion (wrzesień 2005)
- Draw the Line (wrzesień 2009)
- Foundling (sierpień 2010)

### Wydania DVD
- Live at the Point (2001)
- Live in Slow Motion (2006)

## Trasy koncertowe
David Gray koncertuje od 1993 roku. Koncertował między innymi w: Kanadzie, Danii, Francji, Niemczech, Irlandii, we Włoszech, Holandii, Nowej Zelandii, Norwegii, Republice Południowej Afryki, Hiszpanii, Szwecji, Szwajcarii, Stanach Zjednoczonych, Wielkiej Brytanii, Australii, Austrii oraz Belgii.

## Inne projekty, w których brał udział David Gray
Zespół "Venus in Furs" (biorący swoją nazwę od jednego z utworów Velvet Underground, których muzyka i słowa oparte były na noweli Leopolda von Sacher-Masocha) został utworzony w 1998 roku na potrzeby filmu Idol (oryg. Velvet Goldmine). W zespole tym David Gray użyczał swojego kunsztu wokalnego razem z takimi sławami, jak Thom Yorke i Jonny Greenwood (obydwoje z Radiohead), Andy McKay z Roxy Music oraz Bernard Butler z zespołu Suede.